# Сухумський район
Суху́мський райо́н (абх. Аҟәа араион) — район самопроголошеної Республіка Абхазії, розташований в центрі республіки. Адміністративний центр району — місто Сухум, яке не входить до його складу, а утворює окрему адміністративну одиницю.

## Географія
Район на півночі межує з Карачаєво-Черкеською республікою Росії, на заході — з Гудаутським районом, на сході — з Гульрипським районом, на півдні має вихід до Чорного моря.
До моря по території району течуть такі річки (подані із північного заходу на південний схід) з притоками:
- Гуміста
  - Західна Гуміста
    - Акудроха
    - Маденка
    - Дочерипша
    - Чедим
    - Хоймгета

  - Східна Гуміста
    - Цукур

## Населення
Населення району станом на 2011 рік становить 12 045 осіб, з яких усе населення є сільським. Населення району в 2003 році становило 11 747 осіб, в 1989 році — 39 516 осіб, а в 1939 році — 77 925 осіб. Насамперед, на негативну динаміку чисельності населення вплинув збройний конфлікт на початку 1990-х років, коли з Абхазії масово виїжджали грузини.

### Національний склад
Станом на 2003 рік: вірмени — 7209 (61,4%), абхази — 2916 (24,8%), росіяни — 860 (7,3%), грузини — 248 (2,1%), греки — 183 (1,6%), українці — 60 (0,5%), осетини — 15 (0,1%), естонці — 13 (0,1%), інші — 243 (2,1%).
Станом на 1989 рік: грузини — 17 545 (44,4%), вірмени — 11 618 (29,4%), греки — 4149 (10,5%), росіяни — 2845 (7,2%), абхази — 2015 (5,1%), інші — 1344 (3,4%).
Станом на 1939 рік: греки — 22209 (28,5%), грузини — 20494 (26,3%), вірмени — 17611 (22,6%), росіяни — 11533 (14,8%), абхази — 1948 (2,5%), інші — 4130 (5,3%).